# Jarosław Witkowski
Jarosław Witkowski (ur. 1963) – polski ekonomista, prof. dr hab. nauk ekonomicznych, od 1998 roku kierownik Katedry Zarządzania Strategicznego i Logistyki Wydziału Zarządzania Uniwersytetu Ekonomicznego we Wrocławiu.

## Życiorys
Urodził się w 1963 roku we Wrocławiu. W 1981 ukończył Liceum Ogólnokształcące w Brzegu w klasie o profilu matematyczno- fizycznym. Absolwent Akademii Ekonomicznej im. K. Adamieckiego w Katowicach, gdzie studiował na kierunku ekonomika i organizacja transportu o specjalności spedycja międzynarodowa. W latach 1986–1988 pracował na stanowisku asystenta w Instytucie Ekonomiki Transportu na Wydziale Handlu, Transportu i Usług AE w Katowicach. W 1987 roku odbył staż zawodowy w Przedsiębiorstwie Spedycji Międzynarodowej C. Hartwig w Katowicach. Od 1988 był asystentem w Instytucie Ekonomiki Produkcji (a następnie Strategii Rozwojowych w Przemyśle) Akademii Ekonomicznej im. Oskara Langego we Wrocławiu. W grudniu 1991 obronił pracę doktorską Restrukturyzacja gospodarki narodowej, a zmiany w funkcjonowaniu systemu transportu lądowego w kraju, a w 1996 roku habilitował się na podstawie pracy zatytułowanej Strategia logistyczna przedsiębiorstw przemysłowych. 20 maja 2004 nadano mu tytuł profesora w zakresie nauk ekonomicznych. Uczestniczył w Europejskim Programie Doktorskim w zakresie Przedsiębiorczości i Zarządzania Małym Przedsiębiorstwem w Copenhagen Business School i Roskilde University w Danii oraz Lund i Vaxjo University w Szwecji. W latach 1995–1997 stypendysta Rządu Japonii na Uniwersytecie Studiów Zagranicznych oraz Uniwersytecie Hitotsubashi w Tokio. W latach 2012–16 był zatrudniony na stanowisku profesora nadzwyczajnego w Zakładzie Logistyki na Wydziale Ekonomii i Zarządzania Uniwersytetu Zielonogórskiego, w latach 2004 –2008 profesora zwyczajnego w Katedrze Zarządzania na Wydziale Zarządzania Wyższej Szkole Zarządzania „Edukacja” we Wrocławiu. Od 1998 roku pracuje w Katedrze Zarządzania Strategicznego i Logistyki Uniwersytetu Ekonomicznego we Wrocławiu.  
W 1999 roku uzyskał nagrodę Ministra Edukacji za monografię pt. "Logistyka firm japońskich". Wybrany na stanowisko prorektora ds. współpracy z zagranicą Uniwersytetu Ekonomicznego we Wrocławiu w kadencjach 2005–2008 oraz 2008–2012. Autor bądź współautor około 200 publikacji naukowych z zakresu logistyki, zarządzania przedsiębiorstwem, zarządzania łańcuchami dostaw oraz ekonomiki transportu. Wypromował 12 doktorów nauk ekonomicznych.
Od 1993 roku członek Polskiego Towarzystwa Logistycznego. Od 2003 roku członek Rady Akademickiej Polskiego Stowarzyszenia Menedżerów Logistyki w Warszawie. Członek rad programowych wielu polskich i zagranicznych czasopism naukowych. Od 2002 roku ekspert Polskiej Komisji Akredytacyjnej do oceny jakości kształcenia na kierunkach studiów ekonomicznych. Od 2018 roku ekspert i członek zespołu oceniającego Narodowej Agencji Wymiany Akademickiej. Członek Rad Nadzorczych KGHM "Polska Miedź" S.A. (styczeń 2016–lipiec 2018), Trans.eu Group S.A. (2018–2019) i od 2019 do 2022 KARR S.A.
Jest profesorem i kierownikiem Katedry Zarządzania Strategicznego i Logistyki Wydziału Zarządzania Uniwersytetu Ekonomicznego we Wrocławiu. W latach 2010–2018 był wiceprezesem, a od 2018 sprawuje funkcję prezesa Karkonoskiego Towarzystwa Naukowego.